# Chloromyxum psetti
Chloromyxum psetti is een microscopische parasiet uit de familie Chloromyxidae. Chloromyxum psetti werd in 1989 beschreven door Kovaljova, Donetz & Kolesnikova. 